# Hymn Wysp Świętego Tomasza i Książęcej
Independência total (Całkowita niepodległość) – hymn państwowy Wysp Świętego Tomasza i Książęcej.
Hymn został przyjęty w 1975 roku. Autorką słów jest Alda Neves da Graça do Espírito Santo, muzykę skomponował Manuel dos Santos Barreto de Sousa e Almeida.

## Tekst
Refren:
Independência total,
Glorioso canto do povo,
Independência total,
Hino sagrado de combate.
Dinamismo
Na luta nacional,
Juramento eterno
No pais soberano de São Tomé e Príncipe.
Guerrilheiro da guerra sem armas na mão,
Chama viva na alma do porvo,
Congregando os filhos das ilhas
Em redor da Pátria Imortal.
Independência total, total e completa,
Costruindo, no progresso e na paz,
A nação ditosa da Terra,
Com os braços heróicos do povo.
Trabalhando, lutando, presente em vencendo,
Caminhamos a passos gigantes
Na cruzada dos povos africanos,
Hasteando a bandeira nacional.
Voz do porvo, presente, presente em conjunto,
Vibra rijo no coro da esperança
Ser herói no hora do perigo,
Ser herói no ressurgir do País.
Dinamismo
Na luta nacional,
Juramento eterno
No pais soberano de São Tomé e Príncipe.